# Nevera del Mas de Penyagolosa
La Nevera del Mas de Penyagolosa, també coneguda com a  'Nevera de la Cambreta' , és un dipòsit de neu ubicat al vessant sud-oest de la zona coneguda com a Mas de la Cambreta, que es troba a la cara nord de la zona més propera al cim de la serra del Penyagolosa, al terme municipal de Vilafermosa, a la comarca de l'Alt Millars.
Està catalogat com Bé Immoble de Rellevància Local, amb la categoria d'Espai etnològic d'interès local, segons la Disposició Addicional Cinquena de la Llei 5/2007, de 9 de febrer, de la Generalitat, de modificació de la Llei 4 / 1998, d'11 de juny, del Patrimoni Cultural Valencià (DOCV Núm. 5.449 / 13/02/2007).

## Història
Els dipòsits de neu sorgeixen de la necessitat de comptar amb gel, en una època en què encara no es disposava de la tecnologia apropiada per obtenir-lo de manera artificial. És així, com els llocs alts, en els quals abunda la neu es van convertir en les zones més adequades per construir grans dipòsits destinats a mantenir la neu com més temps possible millor i poder disposar-ne quan fos més necessària, a més de poder comerciar amb ella, ja que el preu de la neu era elevat en aquells llocs en què no es podia obtenir de manera natural.
La nevera data del segle xvii, moment en el qual el comerç de la neu estava en auge a la Península, la qual cosa va portar a la creació d'una autèntica xarxa de dipòsits d'emmagatzematge que fins i tot podien presentar servituds.
A la zona de Vilafermosa poden trobar diversos dipòsits de neu, d'entre els quals destaca la nevera del Mas de Penyagolosa pel seu bon estat de conservació, ja que tan sols li falten la part inferior de la porta i part del mur que han desaparegut a causa del poder d'arrossegament de les aigües del vessament.
La neu es recollia (de forma manual) en aquests dipòsits durant les nevades de l'hivern, emmagatzemant acuradament separada en capes, utilitzant com a material d'aïllament entre les mateixes palla, de manera que fos més fàcil i adequada la seva extracció a l'estiu, estació de l'any en la qual es transportava (a través del conegut com "Camí dels nevaters" pel Mas de la Costa, Lucena i Figueroles fins a Castelló, Nules o Vila-real), nocturnament (per evitar les calors del dia, que feien que es fongués), en muls fins als punts de distribució, que normalment eren zones de mercat en què s'utilitzava com a conservant del peix, per a fins farmacèutics, en refrescs, etc.
Quan a finals del XIX i principis del XX, arriba al nostre país, tant el gel artificial, com la tecnologia necessària per a la seva fabricació, l'ús d'aquestes neveres desapareix.

## Descripció
La nevera és un dipòsit de planta quadrada amb unes dimensions exteriors de 8,30 metres de costat, que interiorment es redueixen a tan sols 6,70 metres, presentant les cantonades arrodonides. En els costats nord i sud està envoltada d'un talús artificial amb una copiosa vegetació. Per la seva banda, el costat est, que presenta una plataforma de 5 metres d'amplada per sota de la part superior del dipòsit, presenta la porta d'accés (que està adovellada), en el qual existia una andana de càrrega del qual tot just queden vestigis en l'actualitat.
Existeixen a més altres dues obertures a la part més elevada de la construcció, una circular d'1 metre de diàmetre i el brocal format per quatre grans carreus; l'altra és quadrada i es troba adossada al mur sud.
En els quatre murs interiors poden observar-se els buits en els quals s'encaixaven les bigues, que permetien formar una coberta quan el dipòsit no estava totalment cobert, com a mecanisme de manteniment de la temperatura el més fred possible i evitar el desglaç del material emmagatzemat.
Es conserva intacta la volta de mig canó, que servia de coberta al dipòsit, construïda amb sillarejo, que estava recolzada, mitjançant diafragmes fets de maçoneria, en dos arcs de mig punt, perpendiculars entre si i de fàbrica de carreu.
La fàbrica és de maçoneria de pedra calcària i gres amb morter, tot i que les portes laterals, així com les obertures superiors, estan fetes amb carreus.
Interiorment l'altura actual és d'1,50 metres en la part on comença a tancar la volta, fins als 4,50 metres que arriba al punt més alt. Es pensa que el pou ha de tenir, com a mínim, uns 4 metres més de profunditat, que actualment estan plens de sediments aportats per un petit canal que drena part del vessant superior i que penetra per la porta lateral.